# 2008-as brit Formula–Renault bajnokság

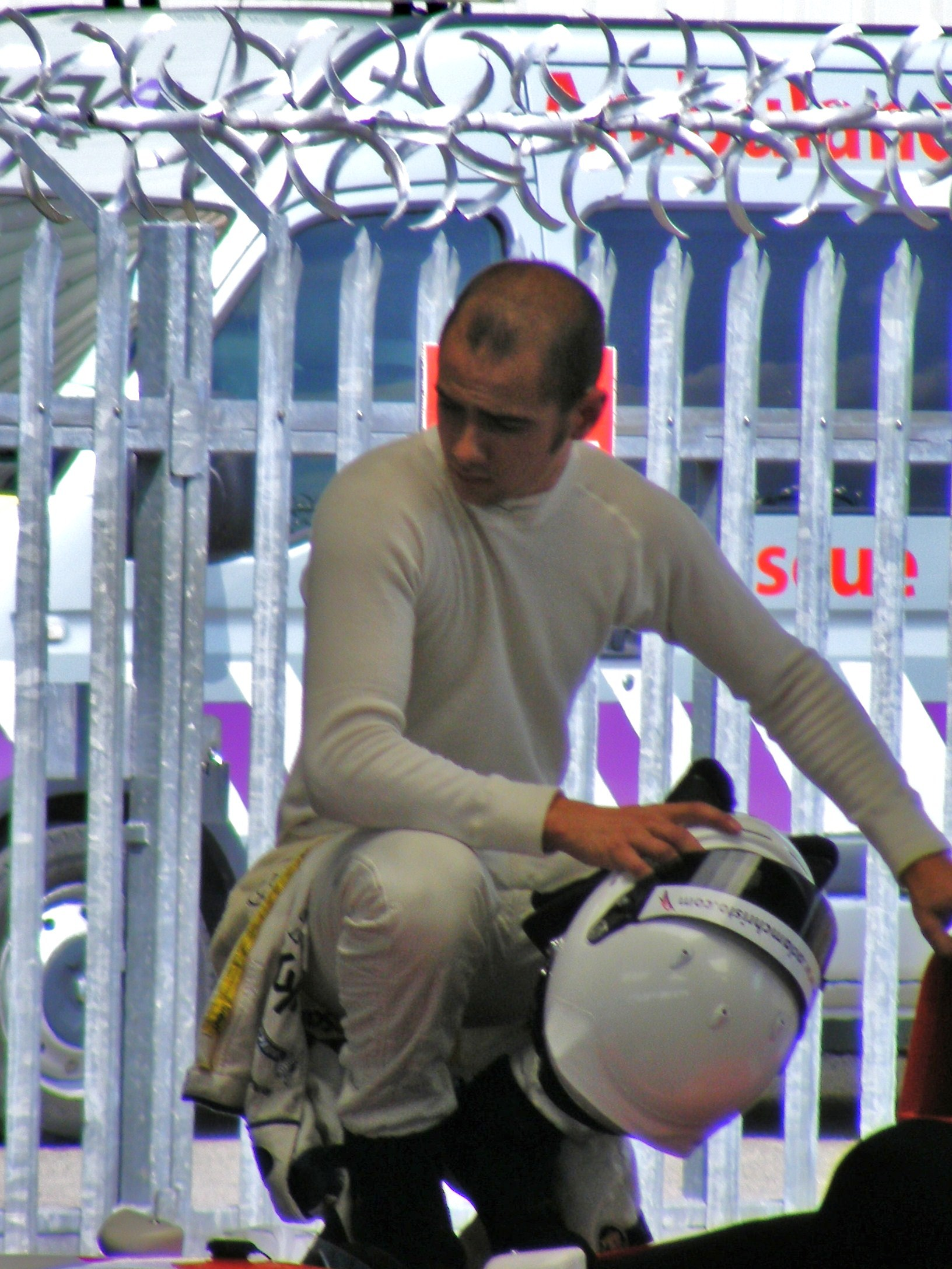
Adam Christodoulou, a bajnokság győztese

A 2008-as brit Formula–Renault bajnokság volt a sorozat 20. kiírása. A szezon március 29-én vette kezdetét és szeptember 21-én ért véget. Tíz fordulóból, összesen húsz futamból állt. A bajnok az angol Adam Christodoulou lett honfitársa, Alexander Sims és a brazil Adriano Buzaid előtt.

## Csapatok és versenyzők
| Csapat                                 | Rajtszám | Versenyző          | Osztály |
| -------------------------------------- | -------- | ------------------ | ------- |
| Fortec Motorsport                      | 1        | Adriano Buzaid     |         |
| Fortec Motorsport                      | 2        | James Calado       | G       |
| Fortec Motorsport                      | 8        | Riki Christodoulou |         |
| Fortec Motorsport                      | 9        | Oli Webb           | G       |
| Worswick Engineering Alpine Motorsport | 3        | Ross Worswick      | G       |
| Worswick Engineering Alpine Motorsport | 7        | Dean Stoneman      | G       |
| CR Scuderia                            | 5        | Adam Christodoulou |         |
| CR Scuderia                            | 6        | Sten Pentus        |         |
| CR Scuderia                            | 6        | Jesse Krohn        |         |
| CR Scuderia                            | 23       | Ryuji Yamamoto     |         |
| CR Scuderia                            | 43       | Scott Jenkins      | G       |
| Eurotek Motorsport                     | 13       | Jordan Oakes       |         |
| Apotex Scorpio Motorsport              | 20       | Kieren Clark       |         |
| Apotex Scorpio Motorsport              | 21       | Sho Hanawa         |         |
| Apotex Scorpio Motorsport              | 21       | Will Bratt         |         |
| Apotex Scorpio Motorsport              | 33       | Tom Mun            | G       |
| Apotex Scorpio Motorsport              | 38       | Joshua Scott       | G       |
| Manor Competition                      | 16       | Tom Armour         | G       |
| Manor Competition                      | 22       | Alexander Sims     |         |
| Manor Competition                      | 24       | Henry Surtees      | G       |
| Manor Competition                      | 35       | Kris Loane         |         |
| Mark Burdett Motorsport                | 25       | Thomas Hylkema     |         |
| Mark Burdett Motorsport                | 26       | Richard Kent       |         |
| Mark Burdett Motorsport                | 26       | Fredrik Blomstedt  |         |
| Mark Burdett Motorsport                | 27       | Tom Armour         | G       |
| Mark Burdett Motorsport                | 27       | Jesse Krohn        |         |
| Mark Burdett Motorsport                | 27       | Daniel Ivarsson    |         |

| Ikon | Osztály      |
| ---- | ------------ |
| G    | Graduate Cup |

## Versenynaptár
| Futam | Helyszín             | Dátum          | Pole Pozíció             | Leggyorsabb kör          | Győztes versenyző        | Győztes csapat           |
| ----- | -------------------- | -------------- | ------------------------ | ------------------------ | ------------------------ | ------------------------ |
| 1     | Brands Hatch         | Március 29.    | Alexander Sims           | Ryuji Yamamoto           | Riki Christodoulou       | Fortec Motorsport        |
| 2     | Brands Hatch         | Március 30.    | Adam Christodoulou       | Adam Christodoulou       | Adam Christodoulou       | CR Scuderia              |
| 3     | Rockingham           | Április 12.    | Adam Christodoulou       | Adam Christodoulou       | Adam Christodoulou       | CR Scuderia              |
| 4     | Rockingham           | Április 13.    | Adam Christodoulou       | Adam Christodoulou       | Adam Christodoulou       | CR Scuderia              |
| 5     | Donington Park       | Május 3.       | Adriano Buzaid           | Adriano Buzaid           | Adriano Buzaid           | Fortec Motorsport        |
| 6     | Donington Park       | Május 4.       | Adriano Buzaid           | Alexander Sims           | Dean Stoneman            | Alpine Motorsport        |
| 7     | Thruxton             | Május 17.      | Adam Christodoulou       | Ryuji Yamamoto           | Adam Christodoulou       | CR Scuderia              |
| 8     | Thruxton             | Május 18.      | Adam Christodoulou       | Adam Christodoulou       | Riki Christodoulou       | Fortec Motorsport        |
| 9     | Croft                | Május 31.      | Adam Christodoulou       | Adriano Buzaid           | Adam Christodoulou       | CR Scuderia              |
| -     | Croft                | Június 1.      | Esőzés miatt elhalasztva | Esőzés miatt elhalasztva | Esőzés miatt elhalasztva | Esőzés miatt elhalasztva |
| 10    | Silverstone GP       | Június 7.      | Adriano Buzaid           | Adriano Buzaid           | Adriano Buzaid           | Fortec Motorsport        |
| 11    | Silverstone GP       | Június 8.      | Adriano Buzaid           | Riki Christodoulou       | Adriano Buzaid           | Fortec Motorsport        |
| 12*   | Snetterton           | Július 12.     | Riki Christodoulou       | Dean Stoneman            | Alexander Sims           | Manor Competition        |
| 13    | Snetterton           | Július 13.     | James Calado             | Riki Christodoulou       | James Calado             | Fortec Motorsport        |
| 14    | Snetterton           | Július 13.     | Dean Stoneman            | Kris Loane               | Dean Stoneman            | Alpine Motorsport        |
| 15    | Oulton Park          | Július 26.     | James Calado             | Alexander Sims           | Adam Christodoulou       | CR Scuderia              |
| 16    | Oulton Park          | Július 27.     | Dean Stoneman            | Riki Christodoulou       | Adam Christodoulou       | CR Scuderia              |
| 17    | Silverstone National | Augusztus 30.  | Adriano Buzaid           | Alexander Sims           | Alexander Sims           | Manor Competition        |
| 18    | Silverstone National | Augusztus 31.  | Jordan Oakes             | Adriano Buzaid           | Adriano Buzaid           | Fortec Motorsport        |
| 19    | Brands Hatch         | Szeptember 20. | Adriano Buzaid           | Adriano Buzaid           | Adriano Buzaid           | Fortec Motorsport        |
| 20    | Brands Hatch         | Szeptember 21. | Dean Stoneman            | Dean Stoneman            | Dean Stoneman            | Alpine Motorsport        |

* - A tizenkettedik verseny pótolta a Croft-ban elmaradt futamot.

## Végeredmény
- Pontozás

| Helyezés | 1  | 2  | 3  | 4  | 5  | 6  | 7  | 8  | 9  | 10 | 11 | 12 | 13 | 14 | 15 | 16 | 17 | 18 | 19 | 20 | FL |
| -------- | -- | -- | -- | -- | -- | -- | -- | -- | -- | -- | -- | -- | -- | -- | -- | -- | -- | -- | -- | -- | -- |
| Pont     | 32 | 28 | 25 | 22 | 20 | 18 | 16 | 14 | 12 | 11 | 10 | 9  | 8  | 7  | 6  | 5  | 4  | 3  | 2  | 1  | 2  |

A bajnoki értékelésbe az adott versenyző legjobb tizennyolc eredménye számít bele
- G. pont – A Graduate Cup-ban a legjobb tizenöt helyezés számít bele az értékelésbe.

| Helyezés | Versenyző          | BHM | BHM | ROC | ROC | DON | DON | THR | THR | CRO | SILG | SILG | SNE | SNE | SNE | OUL | OUL | SILN | SILN | BHS | BHS | Összes pont | Minusz | Pont | G. pont |
| -------- | ------------------ | --- | --- | --- | --- | --- | --- | --- | --- | --- | ---- | ---- | --- | --- | --- | --- | --- | ---- | ---- | --- | --- | ----------- | ------ | ---- | ------- |
| 1        | Adam Christodoulou | 3   | 1   | 1   | 1   | 4   | 5   | 1   | 16  | 1   | 2    | 2    | Ki  | 5   | 4   | 1   | 1   | 2    | Ki   | 4   | 5   | 472         |        | 472  |         |
| 2        | Alexander Sims     | 9   | 4   | 3   | 4   | 9   | 3   | 7   | 3   | 2   | 5    | 3    | 1   | 6   | 3   | 3   | 2   | 1    | 4    | 3   | 2   | 473         | 24     | 449  |         |
| 3        | Adriano Buzaid     | 8   | 3   | 4   | 7   | 1   | 2   | 6   | 4   | 16  | 1    | 1    | 9   | 4   | 12  | 4   | 6   | 18   | 1    | 1   | 4   | 428         | 10     | 418  |         |
| 4        | Dean Stoneman (G)  | 16  | 2   | 5   | Ki  | 16  | 1   | 4   | Ki  | 5   | 10   | 5    | 2   | 2   | 1   | 2   | 8   | 3    | 2    | 8   | 1   | 398         |        | 398  | 377     |
| 5        | Riki Christodoulou | 1   | 6   | 7   | 3   | 2   | 6   | 2   | 1   | 3   | 4    | 19   | 3   | 3   | 11  | Ki  | 16  | 5    | 14   | 10  | 3   | 378         | 4      | 374  |         |
| 6        | Kris Loane         | 5   | 13  | 6   | 6   | 3   | 4   | 10  | Ki  | 8   | 6    | 10   | 12  | 7   | 5   | 9   | 10  | 8    | 10   | 2   | 7   | 304         | 8      | 296  |         |
| 7        | James Calado (G)   | 14  | 14  | 13  | 8   | 5   | 14  | 3   | 9   | 4   | 3    | 9    | 4   | 1   | 2   | 12  | 4   | Ki   | Ki   | 13  | 9   | 292         |        | 292  | 271     |
| 8        | Oli Webb (G)       | 13  | 9   | 8   | 5   | 6   | 19  | 13  | 5   | 7   | 12   | 6    | 5   | 12  | 9   | 8   | 11  | 4    | 6    | 12  | 6   | 277         | 10     | 267  | 241     |
| 9        | Scott Jenkins (G)  | 4   | 10  | 11  | Ki  | 7   | 13  | 11  | 12  | 10  | 9    | 7    | 8   | 8   | 6   | 5   | 5   | 10   | 7    | 6   | 10  | 267         | 8      | 259  | 230     |
| 10       | Jordan Oakes       | 12  | 6   | Ki  | Ki  | Ki  | 18  | 8   | 6   | 6   | 11   | Ki   | 16  | 9   | 7   | 6   | 3   | 7    | Ki   | 5   | 8   | 216         |        | 216  |         |
| 11       | Ryuji Yamamoto     | 6   | 5   | 2   | 2   | Ki  | 8   | 5   | Ki  | Ki  | 15   | 14   | 11  | 14  | 14  | 15  | Ki  | 14   | 11   | 9   | 19  | 204         |        | 204  |         |
| 12       | Henry Surtees (G)  | 15  | 12  | 10  | 9   | 17  | 7   | 12  | 11  | Ki  | Ki   | 20   | 6   | 11  | 10  | 7   | 7   | 12   | 3    | 11  | 11  | 203         |        | 203  | 192     |
| 13       | Joshua Scott (G)   | 2   | 8   | Ki  | 12  | 8   | Ki  | 9   | 2   | 9   | 7    | 4    | 17  | 19  | Ki  | 10  | 9   | 11   | Ki   | 17  | Ki  | 198         |        | 198  | 198     |
| 14       | Kieren Clark       | 10  | 16  | 15  | 10  | 13  | 16  | 14  | 10  | 14  | 17   | 11   | 10  | 15  | 15  | 16  | 12  | 15   | 5    | 7   | 17  | 168         | 8      | 160  |         |
| 15       | Ross Worswick (G)  | 11  | Ki  | 14  | 15  | 10  | 10  | Ki  | 14  | 12  | 8    | Ki   | 7   | 13  | 17  | 11  | 13  | 6    | Ki   | 16  | 12  | 153         |        | 153  | 149     |
| 16       | Tom Armour (G)     | 18  | Ki  | 16  | 14  | 14  | 11  | 17  | 15  | 11  | 14   | 15   | 13  | Ki  | Ki  | 14  | 15  | 13   | 13   | 19  | 16  | 109         |        | 109  | 104     |
| 17       | Thomas Hylkema     | 17  | 18  | 17  | 13  | Ki  | Ki  | 16  | 18  | 17  | 16   | 17   | 15  | 18  | 13  | Ki  | 14  | 16   | 8    | 14  | 13  | 98          |        | 98   |         |
| 18       | Sten Pentus        | Ni  | 11  | 12  | 11  | 12  | 9   | 18  | 8   | 18  | Ki   | 13   |     |     |     |     |     |      |      |     |     | 78          |        | 78   |         |
| 19       | Fredrik Blomstedt  |     |     |     |     | Ki  | 15  | 15  | 17  | 13  | Ki   | 16   | 14  | 17  | Ki  | 13  | 18  | 9    | Ki   | 15  | 14  | 76          |        | 76   |         |
| 20       | Sho Hanawa         | 7   | 15  | 9   | 16  | 11  | 12  | Ki  | 7   |     |      |      |     |     |     |     |     |      |      |     |     | 74          |        | 74   |         |
| 21       | Tom Mun (G)        |     |     |     |     | 15  | 17  | 19  | 13  | 15  | Ki   | 18   | 18  | 16  | 16  | Ki  | 17  | 17   | 9    | 18  | 18  | 68          |        | 68   | 68      |
| 22       | Jesse Krohn        |     |     |     |     |     |     |     |     |     | 13   | 12   |     | 10  | 8   | 17  | Ki  | Ki   | 12   |     |     | 55          |        | 55   |         |
| 23       | Will Bratt         |     |     |     |     |     |     |     |     |     | Ki   | 8    |     |     |     |     |     |      |      |     |     | 14          |        | 14   |         |
| 24       | Daniel Ivarsson    |     |     |     |     |     |     |     |     |     |      |      |     |     |     |     |     |      |      | Ki  | 15  | 6           |        | 6    |         |
| 25       | Richard Kent       | 19  | 17  |     |     |     |     |     |     |     |      |      |     |     |     |     |     |      |      |     |     | 6           |        | 6    |         |

## Külső hivatkozások
- A bajnokság hivatalos honlapja